# Application orientée recherche
Une application orientée recherche ou SBA pour Search-Based Application est une application logicielle dans laquelle la recherche l'information a un rôle central.